# Трећи рат за уједињење Италије
Трећи рат за уједињење Италије (1866), војни сукоб између тек основане Краљевине Италије и Аустрије, која се у исто време налазила у рату са Пруском. Завршен је аустријском капитулацијом и припајањем територија некадашње Млетачке републике Италији. Овај рат мође се сматрати споредним ратиштем Аустријско-пруског рата.

## Позадина
Пруска и Италија закључиле су 8. априла 1866. савез против Аустрије, која је због тога била приморана да главнину војих снага прикупи на северу, у Немачкој. Од 10 расположивих корпуса, Аустрија је за Италију одвојила само 3 са 80.000 људи, под командом надвојводе Албрехта. Он је одлучио да групише снаге на реци Адиђе и дејствује према развоју ситуациије. У Јужном Тиролу налазила се посебна аустријска војска (око 17.000 људи) под генералом Францом Куном. Италијанска војска била је далеко већа (250.000 људи), али без довољно кохезије, пошто се од уједињења (1861) за само 5 година четвороструко повећала, примивши јединице дотадашњих независних италијанских држава. Постојала су 4 велика армијска корпуса и један добровољачки (30.000 људи) под командом Гарибалдија. Врховни командант био је краљ Виктор Емануел II, a начелник штаба Алфонсо Ла Мармора. У Италијанској врховној команди није било јединственог мишљења о плану операција. Сви су се слагали да треба предузети офанзиву, али су једни предлагали да се крене преко реке Минчо, а други преко горњег Поа. Најзад је усвојен опасан компромисː Ла Мармора је са 1, 2. и 3. корпусом (12 пешадијских дивизија) требало да нападне преко Минча, а Енрико Чалдини са 4. корпусом (8 пешадијских дивизија) преко Поа, с тим да буде независан од Ла Марморе. Гарибалди је из Бреше имао да упадне у Трентино.

## Операције

### Венето
Италија је објавила рат Аустрији 20. јуна 1866, а 23. јуна је Ла Мармора кренуо преко Минча са 2 корпуса, док је трећи упутио према тврђави Мантова. Надвојвода Албрехт концентрисао је своје снаге код Вероне за напад на италијанску главнину, што је 24. јуна довело до битке код Кустоце, где су изненађени италијани претрпели пораз и повукли се на реку Ољо (Oglio). Чалдини је пребацио на леву обалу Поа само део војске, а на вест о поразу код Кустоце повукао се према Модени и Болоњи. Албрехт је 1. јула прешао Минчо, иако није напустио идеју да се и наредна битка води дефанзивно, ослонцем на утврђени четвороугао (тврђаве Верона-Пескијера-Мантова-Лењаго). Међутим, на вести о неповољном развоју ситуације на немачком ратишту вратио се на леву обалу, а после пораза аустријске војске од Пруса код Кенигреца (3. јула) морао је послати два корпуса на север, а са трећим се повукао на Сочу. За то време Италијани су прегруписали војску и изменили план операција. Сада је Чалдини прешао доњи По са главнином, а Ла Мармора је са Опсервационом армијом блокирао утврђени четвороугао. Чалдини је без отпора 24. јула стигао до аустријске границе, а сутрадан је дошло до кратког боја код Версе са слабом аустријском заштитницом. Операције су обустављене 26. јула, пошто је 22. јула потписано примирје у Немачкој.

### Тирол
У Тиролу су операције биле под јаким утицајем догађаја на главном ратишту. После битке код Кустоце, Гарибалди је застао, а генералу Куну наређено је да од Едола и Тирана изводи нападе ограничених размера, па је дошло до неколико мањих бојева. Средином јула Гарибалди је поново кренуо напред и стигао је до близу Риве 25. јула када су непријатељства прекинута.

### Операције на мору
Италијанска флота под адмиралом Карлом Персаном (Carlo Persano), иако знатно јача од аустријске, дуго није излазила из Анконе изузев једног крстарења Јадраном које није дало никакве резулате. После пруске победе код Кенигреца, флоти је наређено да пређе у напад. Персано је кренуо на утврђени Вис, не обраћајући пажњу на аустријску флоту која се налазила у Пули под командом адмирала Вилхелма Тегетхофа. Тегетхоф је испловио и у бици код Виса 20. јула разбио италијанску флоту.

## Последице
Мир између Аустрије и Италије закључен је 3. октобра 1866. у Бечу. Овим миром Италија је добила Венецију и читаву област Венето.